# Indiopsocus campestris
Indiopsocus campestris är en insektsart som först beskrevs av Samuel Francis Aaron 1886.  Indiopsocus campestris ingår i släktet Indiopsocus och familjen storstövsländor. Inga underarter finns listade i Catalogue of Life.